# M41 (天体)
座標:  06h 46m 01.0s, −20° 45′ 24″
M41 (NGC 2287) はおおいぬ座にある散開星団。

## 概要
シリウスの南4度にあり、見つけやすい。月がない晴れた夜には肉眼でもぼんやりとかすんで見ることができる。双眼鏡ではシリウスと同じ視野に見えて、ぼんやりとした丸い光の中に明るい星がくずれたX型にならんでいるのがわかる。星の配置は円形だが、中心部には星列を見る人が多い。X型に見る人も多いがV字型に見る人もいる。
アメリカのアマチュア天文家ジョン・マラスは「蝶のような印象」と記している。また、イギリスの天文家ケネス・グリン・ジョーンズは「外側はほぼ円形で、中心から放射された星が曲線を作っているのがよく目立ち、ややオレンジ色の星が北と東にある」と記している。ステファン・ジェームス・オメーラは、M41の中心部にある赤い星の二重星の片方の星(暗い方)について観測者たちの記録がまちまちであることに注目し、片方の赤い星が変光星ではないかと推測している。中心部の赤い星（右の写真では青く写っているが、最も明るい星がそれである）は赤色巨星である。口径8cmの望遠鏡から全ての星が分離できるようになる。口径があがるにしたがって、背後の微星も見えてきて、見事なながめになる。

## 観測史
1654年ごろにジョヴァンニ・バッティスタ・オディエルナが発見している。しかし、紀元前325年頃にアリストテレスが著書『気象学』の中で「尾のある星」と記した可能性も指摘されている。オディエルナの発見は世に知られず、1704年にジョン・フラムスティード、1749年にギヨーム・ル・ジャンティによって独立して発見されている。フラムスティードは「おおいぬ座の12番星近くの星団」とだけ記した。ルジャンティは「大犬の首ちかく、8フィート（焦点距離と思われる）の器械で見たときだけ星が識別できるが、2～3フィートの器械ではただの星雲状にしか見えない」と記した。 